# Ahmad Șah Durrani
Ahmad Șah Durrani (c. 1722 - 1773, în paștun: احمدشاه دراني), cunoscut și ca Ahmad Șāh Abdālī (احمد شاه ابدالي) a fost om de stat și comandant militar afgan, considerat fondatorul statului modern Afganistan, al cărui șah a fost între anii 1747 - 1773.
A cucerit teritorii întinse din India, Iran, Turkistan punând bazele ultimului imperiu afgan.
A desfășurat și o activitate literară, scriind poezii în limbile paștună și persană.